# Gare de Petts Wood
La gare de Petts Wood (en anglais : Petts Wood railway station), est une gare ferroviaire de la Ligne principale du Sud-Est (en), en zone 5 Travelcard. Elle  est située sur la Station Square à Petts Wood, sur le territoire du  borough londonien de Bromley, dans le Grand Londres.
C'est une gare Network Rail desservie par des trains Southeastern de National Rail.